# Краснодарский краевой суд
Краснодарский краевой суд — высший федеральный судебный орган Краснодарского края по гражданским, уголовным, административным делам и делам об административных правонарушениях, подсудным судам общей юрисдикции.

## История
В 1871 году суд начал свою деятельность в качестве Екатеринодарского окружного суда, являясь высшим судебным органом Кубанской области и Черноморского округа.
Суд состоял из двух отделений — уголовного и гражданского, председателя, товарища председателя, шести членов суда, двух секретарей, прокурора, трёх товарищей прокурора и 13 судебных следователей.

## Структура суда
- президиум
- судебная коллегия по уголовным делам
- судебная коллегия по гражданским делам
- судебная коллегия по административным делам

## Руководство
Председатель Краснодарского краевого суда — Шипилов Алексей Николаевич.

Заместитель председателя:
- Кротов Сергей Евгеньевич